# Mallotus tiliifolius
Mallotus tiliifolius là một loài thực vật có hoa trong họ Đại kích. Loài này được (Blume) Müll.Arg. mô tả khoa học đầu tiên năm 1865.

## Hình ảnh

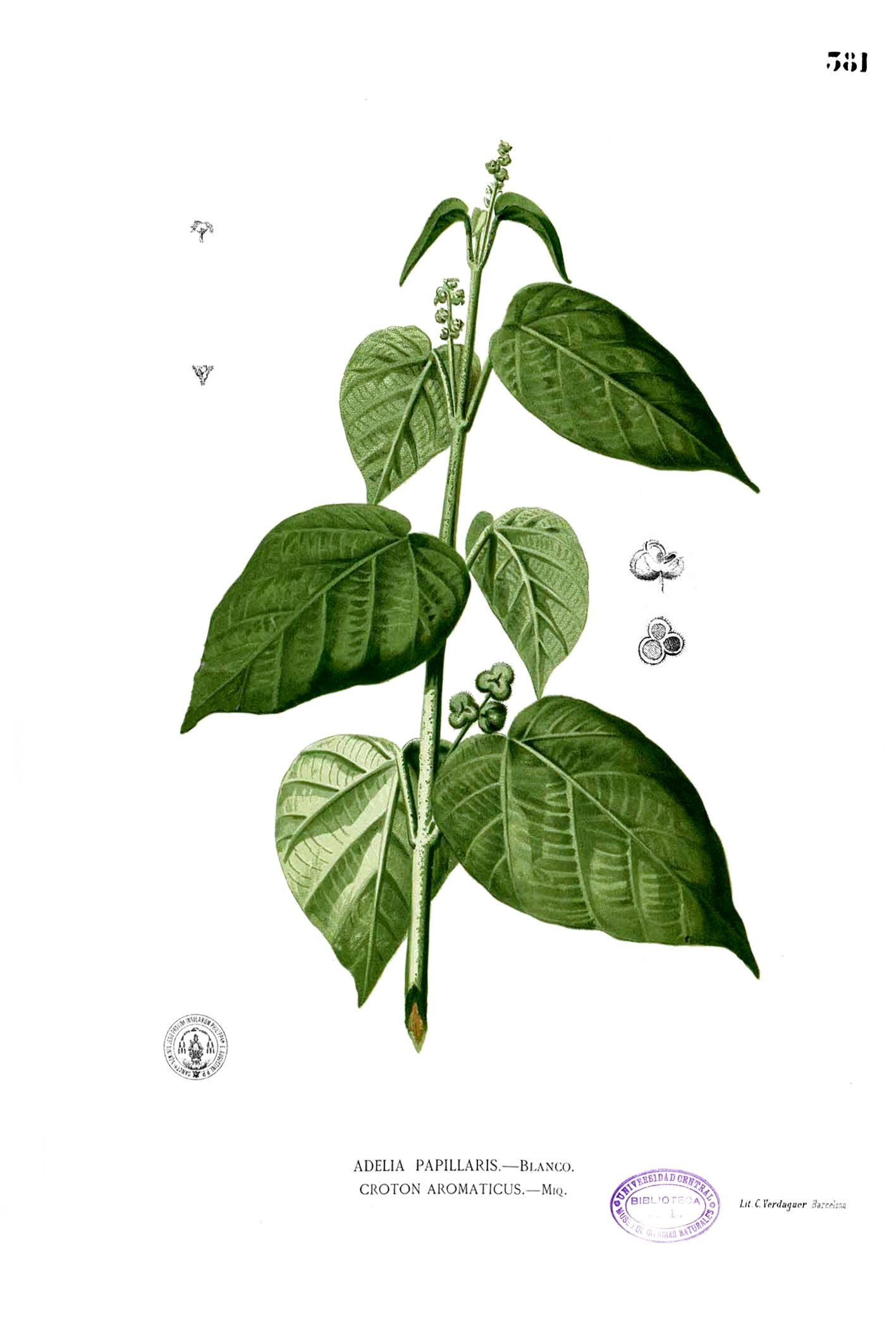
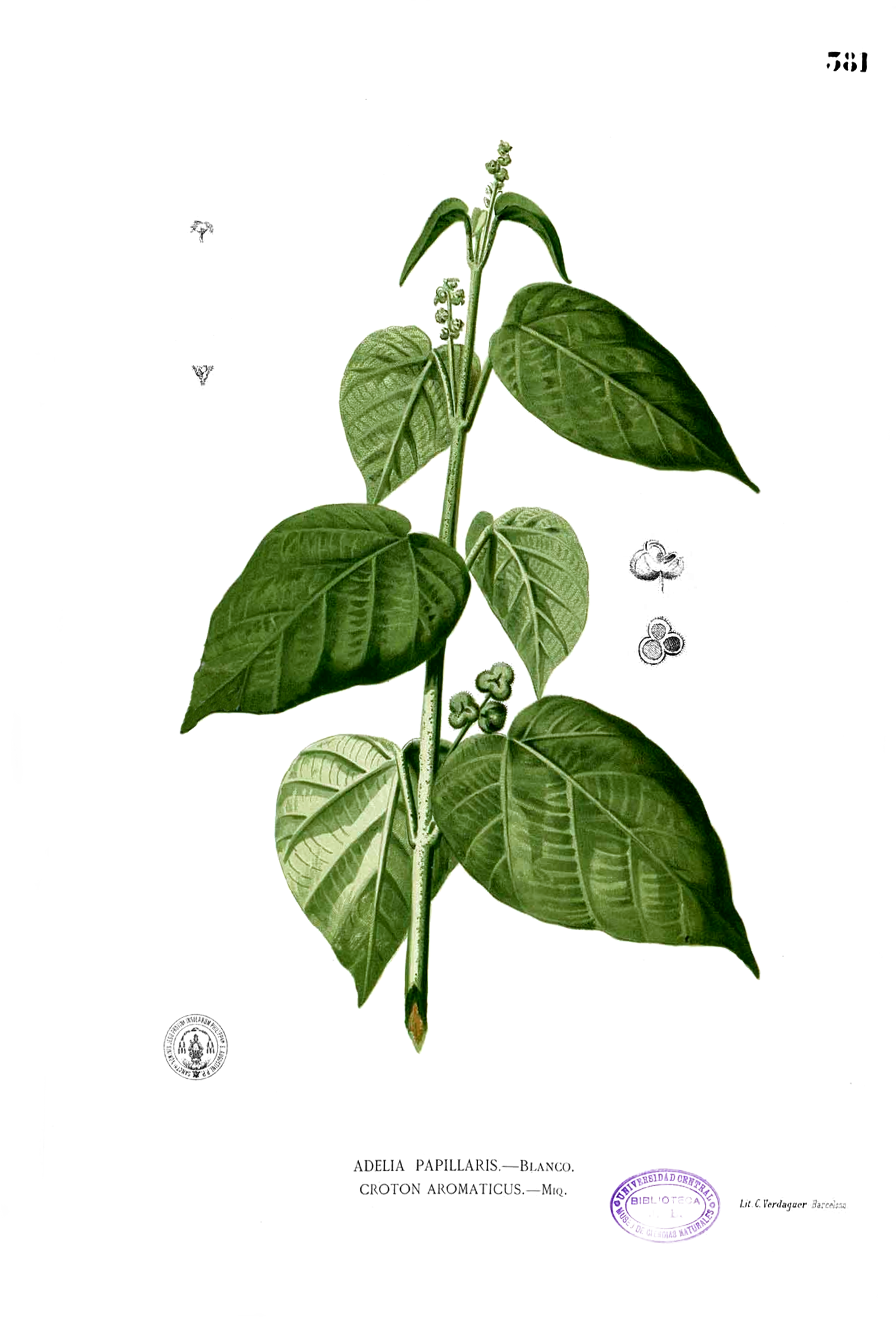